# Cyrille, agriculteur, 30 ans, 20 vaches, du lait, du beurre, des dettes
Pour plus de détails, voir Fiche technique et Distribution.
Cyrille, agriculteur, 30 ans, 20 vaches, du lait, du beurre, des dettes est un film documentaire français réalisé par Rodolphe Marconi et sorti en 2020.

## Synopsis
Cyrille est éleveur de vaches laitières dans le Puy-de-Dôme. Il travaille chaque jour de 6 h à minuit, voire plus quand il fabrique son beurre qu'il vend sur les marchés.

## Fiche technique
- Titre : Cyrille, agriculteur, 30 ans, 20 vaches, du lait, du beurre, des dettes
- Réalisation : Rodolphe Marconi
- Photographie : Rodolphe Marconi
- Son : Rodolphe Marconi
- Montage : Mathilde Pelletier et Cyril Bommelaer
- Musique : Stefano Landi et Edvard Grieg
- Société de production : Black Dynamite Films
- Société de distribution : ARP Sélection
- Pays de production :  France
- Langue originale : français
- Genre : documentaire
- Durée : 85 minutes
- Date de sortie : France - 26 février 2020

## Tournage
Le film a été tourné dans différents bourgs du parc naturel régional du Livradois-Forez.

« On voit régulièrement à la télévision ou dans les journaux que les agriculteurs laitiers vont mal, qu’ils sont les premiers concernés par le suicide. On le voit, on le sait et puis c’est comme ça. Ça ne nous empêche pas de dormir. Seulement voilà : le jour où j’ai rencontré Cyrille, j’ai eu du mal à m’en remettre. C’est devenu mon obsession. »

— Rodolphe Marconi

## Distinctions

### Nomination
- César 2021 : nomination pour le César du meilleur film documentaire[3]

### Radio
- « Le malheur est dans le pré », France Culture, La théorie par Mathilde Serrell, le 24 février 2020